# Ormyromorpha aeneiscapus
Ormyromorpha aeneiscapus är en stekelart som beskrevs av Girault 1927. Ormyromorpha aeneiscapus ingår i släktet Ormyromorpha och familjen puppglanssteklar. Inga underarter finns listade i Catalogue of Life.